# 長崎市立緑が丘中学校
長崎市立緑が丘中学校（ながさきしりつみどりがおかちゅうがっこう、Nagasaki City Midorigaoka Junior High School）は、長崎県長崎市緑が丘にある公立中学校。略称は「緑中」（りょくちゅう）。

## 概要
歴史
長崎市北部の人口増加に伴い、1961年（昭和36年）に新設された。2021年（令和3年）に創立60周年を迎えた。
校訓
「素直さ、明るさ、逞しさ 」
校歌
1962年（昭和37年）制定。作詞は福田清人による。歌詞は4番まであり、各番に校名の「緑が丘」が登場する。
校区
長崎市立西城山小学校区、長崎市立西町小学校区。

## 沿革
- 1961年（昭和36年）
  - 4月1日 - 「長崎市立緑が丘中学校」（現校名）が開校。鉄筋コンクリート造3階建ての校舎。長崎市立淵中学校から264名の生徒が転入。
  - 4月10日 - 開校式・入学式を挙行。生徒数は841名。
- 1962年（昭和37年）
  - 4月1日 - 長崎市立西浦上中学校から231名の生徒が転入。
  - 4月27日 - 校歌および校旗を制定。
- 1965年（昭和40年）3月 - 校門が完成。
- 1966年（昭和41年）3月 - 体育館が完成。
- 1968年（昭和43年）7月 - プールが完成。
- 1970年（昭和45年）4月 - 鉄筋コンクリート造3階建て校舎を増築。
- 1991年（平成3年）4月 - 体育館の改修工事が完了。緑が丘中学校記念碑が完成。
- 1993年（平成5年）12月 - コンピュータ室が完成。
- 1995年（平成7年）2月 - 正門を新設。
- 1996年（平成8年）3月 - 武道場と新プールが完成。
- 1997年（平成9年）
  - 1月 - カウンセリング室「昼の星」が完成。
  - 8月 - 3棟校舎の改修工事が完了。
- 2000年（平成12年）11月 - 1棟校舎の改修工事が完了。
- 2009年（平成21年）2月12日 - 同窓会が発足。
- 2010年（平成22年）11月 - 校舎の耐震化工事が完了。
- 2011年（平成23年）11月 - 創立50周年記念事業を実施。

## 学校行事
3学期制
1学期
- 5月 - 体育祭

## 部活動
- サッカー部
- 陸上部
- 男子ソフトテニス部
- 女子ソフトテニス部
- 女子バレー部
- 男子バスケット部
- 女子バスケット部
- 男子バドミントン部
- 女子バドミントン部
- 柔道部
- 剣道部
- 吹奏楽部
- 美術部

## アクセス
最寄りの鉄道駅
- JR九州長崎本線浦上駅
- 長崎電気軌道本線大橋停留場

最寄りのバス停
- 長崎バス「油木町」バス停

最寄りの国道
- 国道206号

## 周辺
- 長崎県営野球場（ビッグN）
- 長崎県立総合体育館（アリーナかぶとがに）
- 長崎市科学館
- 長崎油木郵便局
- 長崎市立西町小学校
- ヤマダデンキ家電住まいる館YAMADA長崎本店